# Csillaglovaglás
A Csillaglovaglás a Vágtázó Csodaszarvas harmadik lemeze, amelynek felvételei az együttes A38 Hajón adott koncertjén, 2010. december 17-én valamint 2011. január 16-án a FONÓ-ban készültek.

## Ismertető
A lemez az előző kettőhöz hasonlóan a FONÓ kiadásában látott napvilágot, amelyre nyolc új szám, valamint egy Vágtázó Halottkémek feldolgozás (ez utóbbi Gyönyörű vágy címen hallható és az Aláírhatatlan történelem szám 2011-es változata) került rögzítésre.
A Hajnali szél című ősi eurázsiai dallamvilágú számmal nyit a lemez. Ezt követi a heráti kádis-hun népzenével rokon Gyönyörű vágy, majd a magyar néptánc legtombolósabb válfajában kiteljesedő Tábortűznél. Az ezt követő dalok: a különleges tudatállapotba varázsló Borzongás, a hajmeresztően felszabadító Lovasnépek indulója, moldvai motívumokból építkező Égről a földre, földről az égre, a székely népballadát felelevenítő Júlia Szép Leány és a szintén moldvai motívumokból építkező Éjféli Varázs. Az utolsó dal egyben a lemez címadó dala, a sámánisztikus Csillaglovaglás.

## Az album adatai

### Zeneszámok

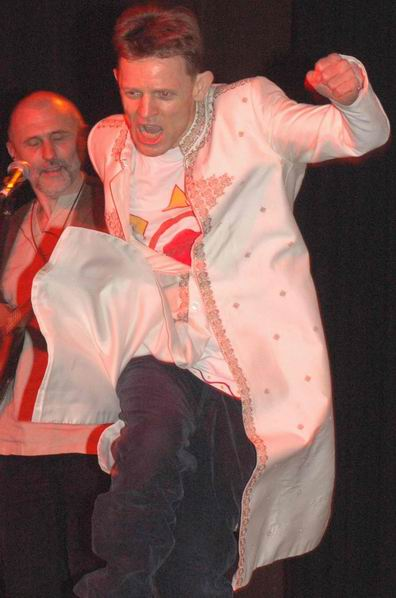
A zenekar frontembere: Grandpierre Attila, a háttérben Fábri Géza (Lengyel P. László felvétele)

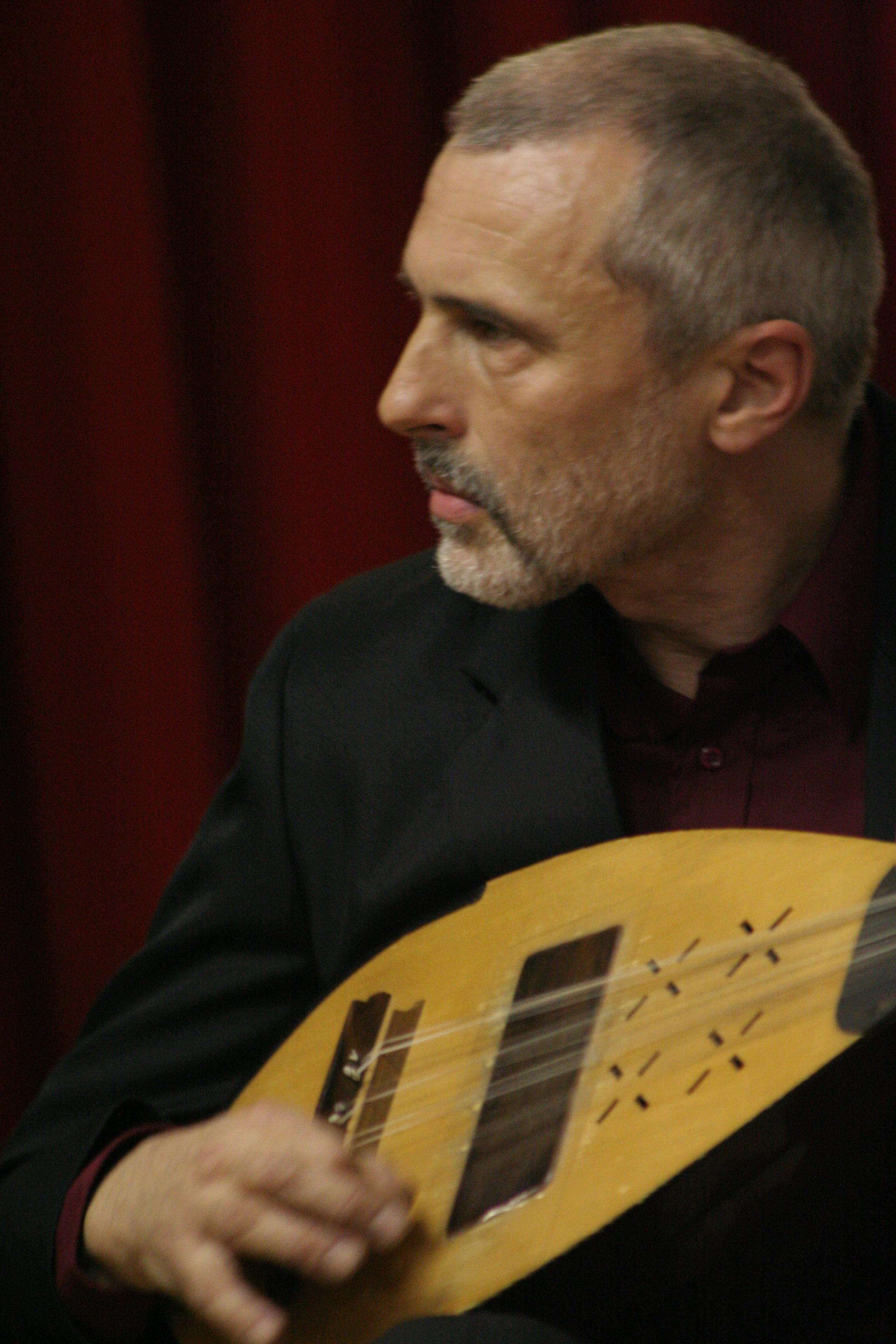
Fábri Géza (tambura, koboz, ud) a Hajnali szél egyik szerzője

A lemez dalait Grandpierre Attila írta, kivéve azokat, ahol külön jelezve van más szerző is.
1. Hajnali szél (Fábri Géza – Grandpierre Atilla) 8:06
2. Gyönyörű vágy (Aláírhatatlan történelem 2011-es változata) 7:16
3. Tábortűznél 6:04
4. Borzongás (Fábri András – Grandpierre Atilla) 10:25
5. Lovasnépek éneke (Grandpierre Atilla - M. Gebri Bernadett) 7:31
6. Égről a földre, földről az égre 5:08
7. Júlia Szép Leány 4:28/6:16
8. Éjféli Varázs 9:16
9. Csillaglovaglás 11:10

### Közreműködők
- Grandpierre Attila (ének)
- Bakos Csaba (tapan, derbuka, riq)
- Bese Botond (kecskeduda)
- Benkő Róbert (bőgő)
- Fazekas András (dob, ütőshangszerek)
- Fábri András (ciszter)
- Fábri Géza (tambura, koboz, ud)
- M. Gebri Bernadett (ének)
- Molnár Krisztina (hegedű)
- Orczi Géza (tapan, ud, saz, buzuki, dzura, bolgár tambura, tamburica)
- Szalay Tamás Géza (bőgő)
- Vaskó Zsolt (fúvós szólista)

#### Egyéb
- Stúdiómunkák: L. V. Hang Stúdió
- Mastering: Válik László (L. V. Hang)
- Fényképezte: Lengyel P. László
- Grafika: Barcsik Géza

## Kritikák
- „Nagyszerű érzés, mellbevágó az a magától értetődő természetesség, ahogy kinyílik egy másik világ az albumot hallgatva. Nemcsak maguk a dalok, hanem a hangszerelés is mesésen színes és gazdagon rétegzett. Annyira érzékletes, magába szippantó, eget-földet, pusztát-csillagokat bejáró, barátságokat, lovasnépek életminőségét, új valóságokat megéneklő ez a hetven perc, amire még nem volt példa sem a folkos alapú műfajokban, sem pedig Grandpierre Atilla munkásságában.”[4]
- „Ellenállhatatlan, mert nincs értelme ellenállni.”[5]
- „A harmadik VCSSZ-lemez az eddigi legjobb a sorban, mind a dalok kibontása, mind az egységesség, mind a cizelláltság tekintetében...az „ősi mágikus népzene” átviszi a hallgatót a hangfalakon túlra.”[6]
- „Ez a zene nem elkábít, hanem felvillanyoz, elképesztő mennyiségű energiát ad át.”[7]